# Роккенфеллер, Майк
Майк Роккенфеллер (нем. Mike Rockenfeller, род. 31 октября 1983 года в Нойвиде, ФРГ) — немецкий автогонщик, чемпион FIA GT2 (2005), DTM (2013), обладатель Немецкого кубка Порше (2004), победитель Серии Ле-Ман (2008), автомарафонов 24 часа Нюрбургринга (2006), 24 часа Дейтоны (2010), 24 часа Ле-Мана (2010), обладатель (вместе с Роменом Дюма и Тимо Бернхардом) рекорда пройденной дистанции в 24 часах Ле-Мана (2010).
Гоночная карьера Рокки началась, как обычно с картинга, в котором он выиграл несколько титулов. В 2001 г. он дебютировал в Формуле Кёниг и занял 4е место, выиграв одну гонку. В 2002 г. он финишировал 10 м в Немецком Кубке Порше и участвовал в Суперкубке. На следующий год он занял уже 2е место в Немецком Кубке, а также дебютировал в Американской Серии Ле-Ман, заняв на Малом Ле-Мане 10е место в GT. В 2004 г. он выиграл Немецкий Кубок Порше, одержал 2 победы Суперкубке, принимал участие в различных длинных гонках, таких как 12 часов Себринга, 1000км Нюрбургринга, Малый Ле-Ман.
В 2005 г. Рокки становится заводским гонщиком Порше и вместе с Марком Либом выигрывает чемпионат ФИА GT в категории GT2, одержав 6 побед, в том числе в 24 часах Спа. Также он победил в этой категории в 24 часах Ле-Мана. Сезон 2006 он провёл в Американской Серии Ле-Ман (1 победа) и серии ГрандАм (2 победы), а также выигрывает 24 часа Нюрбургринга. С 2007 г выступает за Ауди в ДТМ, финишировав на подиуме уже во второй своей гонке. В 2008 г. помимо выступлений за Ауди в ДТМ, принимает также участие в серии Ле-Ман вместе с Алексом Према. В 2013 г. Роккенфеллер выступая за команду Phoenix выиграл ДТМ, став досрочным победителем на этапе в Зандворте.